# Grumia flora
Grumia flora là một loài bướm đêm trong họ Noctuidae.